# Nuée (oiseaux)
Pour les articles homonymes, voir nuée.

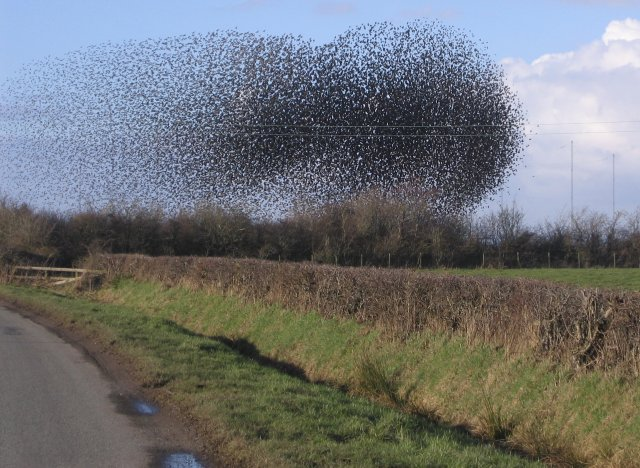
Une nuée d'étourneaux sansonnets en Cumbria en février 2006.

Une nuée est un rassemblement d'oiseaux grégaires, par exemple de passereaux. Ce phénomène correspond à un comportement d'agrégation.